# 颱風桑達 (2011年)
| 太平洋颱風季             |
| 主題頁 - 專題 - 編輯指南 |

颱風桑達（英語：Typhoon Songda，聯合颱風警報中心：WP042011，國際編號：1102，菲律賓大氣地球物理和天文管理局：Chedeng）為2011年太平洋颱風季第四個生成的熱帶氣旋，及第二個命名的熱帶氣旋。
「桑達」是由越南提供的名稱，是指紅河一條名為「黑河」（Sông Đà）的支流 。

## 發展歷程
5月19日，聯合颱風警報中心發出熱帶氣旋生成警告。
5月20日將其升格為熱帶低氣壓及給予編號04W，數小時後日本氣象廳亦發出烈風警報。聯合颱風警報中心曾將其升格至熱帶風暴但其後又降回熱帶低氣壓，並又於稍後再次升格為熱帶風暴。
5月22日日本氣象廳將其命名為桑達並升格為熱帶風暴，風暴則繼續向西移動。台灣中央氣象局亦升格之為輕度颱風；同日晚上，日本氣象廳升格為強烈熱帶風暴。
5月24日獲聯合颱風警報中心升格為1級颱風。5月25日上午八時再獲該中心升格為3級颱風，同時台灣中央氣象局升格為中度颱風。同日下午四時，香港天文台升格之為強颱風。
隨後桑達威力繼續增強，5月26日上午8時台灣中央氣象局升格之為強烈颱風，同日聯合颱風警報中心再升格之為超級颱風，為2011年太平洋颱風季第一個五級颱風。
桑達其後轉向東北方向移動，抵日本南部海域，強度有所減弱。5月28日2時30分，台灣中央氣象局將其降格為中度颱風。
5月29日午夜12時該局再將其降格為輕度颱風，同日下午2時，桑達轉化為溫帶氣旋，日本氣象廳降格之為低壓區。桑達繼續採取偏東路徑，6月3日才正式消散。

### 強度比較
下表為颱風桑達、馬鞍、梅花及南瑪都四者之強度比較：
| 熱帶氣旋 | 接近中心最高持續風速 | 接近中心最高持續風速 | 接近中心最高持續風速 | 接近中心最高持續風速           | 接近中心最高持續風速 | 接近中心最高持續風速 | 德沃夏克分析法 | 德沃夏克分析法 |
| 熱帶氣旋 | 日本氣象廳           | 台灣氣象局           | 香港天文台           | 菲律賓大氣地球物理和天文管理局 | 中國中央氣象台       | 聯合颱風警報中心     | T指數          | CI值           |
| -------- | -------------------- | -------------------- | -------------------- | ------------------------------ | -------------------- | -------------------- | -------------- | -------------- |
| 南瑪都   | 10分鐘平均：185km/h  | 10分鐘平均：190km/h  | 10分鐘平均：195km/h  | 10分鐘平均：195km/h            | 2分鐘平均：215km/h   | 1分鐘平均：260km/h   | T6.5           | T6.8           |
| 梅花     | 10分鐘平均：175km/h  | 10分鐘平均：175km/h  | 10分鐘平均：185km/h  | 10分鐘平均：175km/h            | 2分鐘平均：235km/h   | 1分鐘平均：260km/h   | T6.5           | T6.7           |
| 馬鞍     | 10分鐘平均：175km/h  | 10分鐘平均：185km/h  | 10分鐘平均：185km/h  | 10分鐘平均：195km/h            | 2分鐘平均：200km/h   | 1分鐘平均：215km/h   | T6.0           | T6.0           |
| 桑達     | 10分鐘平均：195km/h  | 10分鐘平均：200km/h  | 10分鐘平均：205km/h  | 10分鐘平均：195km/h            | 2分鐘平均：235km/h   | 1分鐘平均：260km/h   | T7.0           | T7.2           |

## 影響

### 菲律賓
當地發出最高颱風警告：3級颱風警報
菲律賓氣象部門對呂宋島南部5省和維沙雅島省進入2級颱風警報，另有3省和4離島發佈2級颱風警報。當地氣象局警告，桑達可能在24小時內帶來400毫米的雨量，低窪地區居民需注意洪澇和土石流，沿岸居民也需留意大浪。。
截至（24日）晚間，已有8000民眾因惡劣天氣被迫疏散，農業損失約1000萬披索（新台幣665萬元）。

### 臺灣
當地發出最高颱風警告：海上颱風警報
- 5月27日，2時30分，中央氣象局發布海上颱風警報。20時30分，公路總局首次針對蘇花公路進行全線預警性封閉[6]。
- 5月28日，6時10分蘇花公路重新開放。14時30分由於颱風逐漸遠離。中央氣象局解除海上颱風警報。

## 熱帶氣旋警告使用記錄

### 台灣
| 交通部中央氣象局 颱風警報 | 交通部中央氣象局 颱風警報 | 交通部中央氣象局 颱風警報 |
| ------------------------- | ------------------------- | ------------------------- |
| 上一熱帶氣旋              | 海上颱風警報              | 下一熱帶氣旋              |
| 輕度颱風艾利 (2011年)     | 海上颱風警報              | 輕度颱風米雷 (2011年)     |